# Gisulf I. Furlanski
Gisulf I. je bil prvi langobardski dux (grof) Vojvodine Furlanije od leta 568 do približno 581.

## Življenje
Gisulf je bil nečak langobardskega kralja Alboina. Gisulf je leta 568 kot marpahis (poveljnik konjenice) sodeloval pri osvajanju Italije s strani svojega strica Alboina. Po zasedbi Benečije je Alboin Gisulfa, izjemno sposobnega človeka (virum per omnia idoneum), imenoval za grofa Foruma Julije (Furlanije) s prestolnico v Čedadu. Z Alboinovim soglasjem je Gisulf tam naselil izbrane lombardske fare (družinske skupine).
Po smrti Alboinovega naslednika Klef leta 574 Langobardi v desetletnem medvladju niso izvolili novega kralja, ampak so bili pod oblastjo 35 vojvod, katerih vpliv se je v tem obdobju močno povečal. V tem obdobju je bilo romansko prebivalstvo bolj zatirano kot prej.
Ko je Gisulf umrl (verjetno okoli leta 581), ga je kot vojvoda nasledil Grasulf, ki je bil verjetno Gisulfov brat. Grasulf je vladal približno do leta 590, nato pa je položaj prevzel njegov sin Gisulf II.
Leta 1874 so verjeli, da so Gisulfov sarkofag našli v Čedadu, kot je trdil tamkajšnji napis. Vendar je šlo za ponaredek in pripisovanje sarkofaga Gisulfu se je izkazalo za napačno.

## Spletne povezave
- Paulus Diaconus: Zgodovina Langobardov (angleščina)